# 趙破匈奴之戰
趙破匈奴之戰發生於前265年，戰國時代趙國名將李牧統率趙軍反擊匈奴的戰爭。

## 背景
趙惠文王(約公元前298-266年)時期，北方匈奴部落逐漸強大起來，時常南下侵擾趙國邊境，成為趙國的大患。任命李牧駐守代(今河北省蔚縣東北)和雁門(今山西省右玉縣南)，防備匈奴入侵。
李牧在邊關採取積極防禦策略，規定「匈奴入盜，急入收保，有敢捕虜者斬」，要求軍民遇到匈奴突襲，一律快速進入營壘堅守，不得出戰。同時，他加緊訓練兵士，提高邊防軍的戰鬥力。由於李牧數年不出戰，匈奴認為李牧膽怯，趙王也對李牧不滿，於是派人替換了李牧。結果新將貿然出擊，折損頗多。趙王無奈之下，只得再度任用李牧。李牧要求趙王不得干涉他的策略，趙王應允。

## 戰爭過程
李牧回到北方經營數年，邊防軍兵精馬壯，已經有了很強的戰鬥力。李牧認為時機成熟，讓百姓出城放牧，引匈奴來犯。匈奴以小股騎兵試探，李牧佯裝敗北，一觸即潰，於是匈奴大舉進攻，卻遭到李牧伏兵的左右夾擊損失十萬騎兵，大敗而歸。趙國乘機消滅襤國(今河北省蔚縣北)，大破東胡(今內蒙古東部)、降服林胡(今山西省北部)，聲威大振。此後匈奴元氣大傷，數十年不敢再度來犯趙境。

## 影響
趙破匈奴之戰使趙國消除北方邊患。於前243年，李牧攻打燕國，取得武遂（今河北省徐水縣西）、方城（今河北省固安縣南）。至此，趙國才可專注應付秦國的進攻。另一方面，李牧亦在此仗再次顯示他的將才。